# Bazilika Panny Marie Vítězné
Bazilika Panny Marie Vítězné (fr. Basilique Notre-Dame-des-Victoires) je katolická bazilika minor ve 2. obvodu v Paříži na náměstí Place des Petits-Pères.

## Historie
V roce 1628 se král Ludvík XIII. rozhodl po vítězném obléhání hugenotské bašty La Rochelle postavit kostel zasvěcený Panně Marii Vítězné. Plány navrhl architekt Pierre Le Muet (1591–1669). Kostel byl určený pro řád bosých augustiniánů, ale stavební práce se krátce po zahájení zastavily z důvodu nedostatku finančních prostředků. Od roku 1656 byla výstavba obnovena pod vedením architektů Libérala Bruanta a Gabriela Le Duc. Nedostavěný kostel byl vysvěcen v roce 1666. Poslední část včetně portálu dokončil Jean-Sylvain Cartaud v letech 1737–1740.
Během Velké francouzské revoluce byl kostel odsvěcen a stal se sídlem Národní loterie a později, za Direktoria, tu byla Burza cenných papírů. Ke svým církevním účelům byl navrácen v roce 1802.
V prosinci 1836 farář u Panny Marie Vítězné, otec Desgenettes zasvětil svou farnost Neposkvrněnému srdci Panny Marie. Kostel od té doby hostí sdružení mariánských kněží a Neposkvrněného srdce Panny Marie.

## Architektura
Postupné působení více architektů vysvětluje, proč kostel nemá jednotný styl, ale dochází k prolínání baroka a klasicismu.
Z vybavení kostela je třeba zmínit vitráže v chóru a transeptu, sérii monumentálních obrazů s námětem svatého Augustina a bitvy u La Rochelle francouzského malíře Charlese André van Loo (1705-1765) nebo varhany z 18. století.